# Glyptoscelimorpha
Glyptoscelimorpha är ett släkte av skalbaggar. Glyptoscelimorpha ingår i familjen Schizopodidae.
Kladogram enligt Catalogue of Life:
| Glyptoscelimorpha | \| \| Glyptoscelimorpha juniperae \| \| \| \| \| \| Glyptoscelimorpha marmorata \| \| \| \| \| \| Glyptoscelimorpha viridis \| \| \| \| |
|                   | \| \| Glyptoscelimorpha juniperae \| \| \| \| \| \| Glyptoscelimorpha marmorata \| \| \| \| \| \| Glyptoscelimorpha viridis \| \| \| \| |
|                   | Dystaxia |
|                   | |
|                   | Schizopus |
|                   | |
|                   | Glyptoscelimorpha juniperae |
|                   | |
|                   | Glyptoscelimorpha marmorata |
|                   | |
|                   | Glyptoscelimorpha viridis |
|                   | |

|  | Glyptoscelimorpha juniperae |
|  |                             |
|  | Glyptoscelimorpha marmorata |
|  |                             |
|  | Glyptoscelimorpha viridis   |
|  |                             |